# Placca di Manus

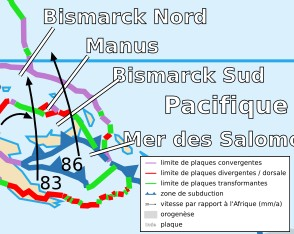
Collocazione della placca di Manus

La placca di Manus è una microplacca tettonica della litosfera terrestre. Ha una superficie di 0,0002 steradianti ed è associata alla placca pacifica. Si tratta della più piccola placca tettonica conosciuta.

## Caratteristiche
È situata nella parte occidentale dell'Oceano Pacifico e copre una piccola parte del Mare di Bismarck a sud est dell'isola di Manus, da cui deriva il nome.
La placca di Manus è in contatto con la placca delle Bismarck Nord e con la placca delle Bismarck Sud. 
La placca si sposta con una velocità di rotazione di 51,30° per milione di anni secondo un polo euleriano situato a 03°04' di latitudine sud e 150°46' di longitudine est.